# Frank Lynder
Frank Lynder (Pseudonym von Franz Leuwer (Sohn); * 26. Februar 1916 in Bremen; † 21. Mai 1984 in Kiel) war ein deutscher Kaffeemakler und Journalist. Lynder arbeitete während des Zweiten Weltkriegs für den britischen Geheimdienst und den von den Alliierten betriebenen deutschen Kurzwellensender Atlantik.

## Leben
Frank Lynder war der Sohn des Bremer Buchhändlerehepaars Franz Leuwer und Johanna Leuwer.
1936 wanderte er nach London aus und trat ins Royal Pioneer Corps ein. Er lernte den Journalisten Sefton Delmer kennen und schloss sich dessen Geheimorganisation zum Aufbau deutschsprachiger Propagandasender gegen das NS-System an. Lynder war als Untergebener von Delmer zwischen dem Jahresbeginn 1942 bis Kriegsende eine zentrale Figur bei den verschiedenen deutschsprachigen, von England aus betriebenen Tarnsendern. Erste Versuche mit dem Soldatensender Nord scheiterten, der deutsche Truppen in Norwegen ins Visier nahm, denen eingeredet werden sollte, eine britische Invasion des besetzten Norwegens stünde bevor. Terrestrische Übertragungsprobleme ließen dieses Projekt rasch scheitern; der Senderempfang war laut Lynder in Peking besser als im Norden Norwegens. Im Gegensatz dazu erwies sich die durch Lynder und andere verbreitete schwarze Propaganda über die Kurzwellensender Atlantik, Gustav Siegfried 1 und Soldatensender Calais als effektiv. Lynder lieferte außerdem dem britischen Geheimdienst Analysen von Informationen der deutschen Kriegsmarine. Delmer schrieb über die Zusammenarbeit mit Lynder, dass die Moderatoren manchmal in der Lage waren, über den Atlantiksender die Besatzungen einzelner, gerade ausgelaufener deutscher U-Boote direkt anzusprechen und ihnen dann angebliche „Musikwünsche“ einspielten. Dies war aufgrund von Lynders präzisen Kenntnissen und Geheimdienstkontakten möglich. Lynders Stimme hatte in diesen Sendungen meist einen charakteristischen Bremer Akzent.
Nach dem Krieg erhielt er die britische Staatsbürgerschaft, arbeitete kurz bei der Nachrichtenagentur Reuters und, zurück in Deutschland, beim Axel Springer Verlag. Hier lernte er seine spätere Frau kennen, Inge Springer. Ab 1954 war Lynder Korrespondent des Verlags in London und Kopenhagen. Er schuf die Comicfigur »Detektiv Schmidtchen« für die Bild.
Basierend auf den Aussagen von Max Merten in einem Verfahren in Athen, eröffnete Fritz Bauer im Juni 1960 ein Ermittlungsverfahren gegen Hans Globke. Am 29. Juni 1961 brach Lynder mit Rolf Vogel in das Zimmer von Friedrich Karl Kaul im King David Hotel ein und entwendete Unterlagen, darunter Prozessvollmachten von Opfern des KZ Auschwitz, um als Nebenkläger im Eichmann-Prozess aufzutreten.
1964 veröffentlichte Lynder sein Buch „Spione in Hamburg und auf Helgoland“, das auf bis dahin unbekannten Dokumenten basierte, die er in britischen Geheimarchiven recherchierte. 1979 schrieb Lynder einen Nekrolog auf Sefton Delmer.